# Леба
Леба (кашуб. и пол. Łeba, нем. Leba) — город в Польше, входит в Поморское воеводство, Лемборкский повят, на Балтийском побережье. Имеет статус городской гмины. Занимает площадь 14,8 км². Население — 3857 человек (на 2004 год).

## Фотографии
- Отель «Нептун»
- Часовня
- Руины кирхи

## Города-побратимы
- Боргхольм
- Зеленоградск
- Неринга
- Хонсторф
- Парма